# Katrin Holtwick
Katrin Holtwick (sinh ngày 10 tháng Tư năm 1984 tại Bocholt) là một vận động viên Bóng chuyền bãi biển người Đức. Cùng với đồng đội của mình là Ilka Semmler, cô đã giành vị trí đầu tiên số một trên bảng xếp hạng châu Âu năm 2007 và hai chức vô địch quốc gia vào các năm 2009 và 2012.

## Sự nghiệp

### Trước Olympic 2012

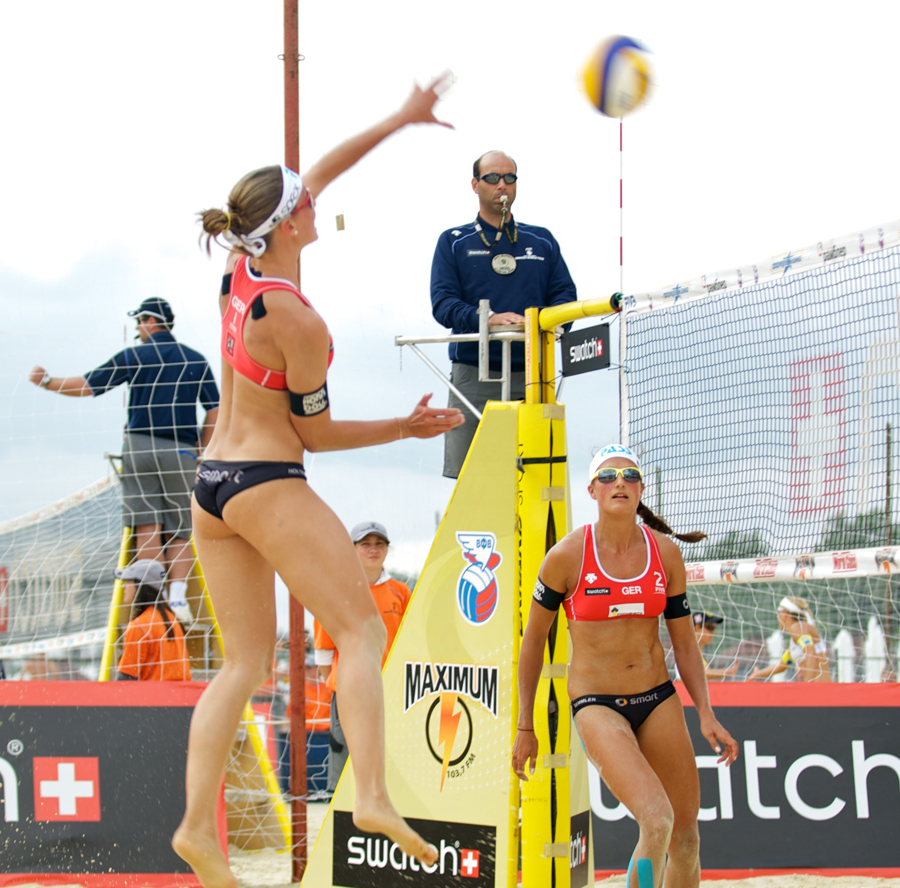
Katrin Holtwick thực hiện cú đập bóng ở khoảng cách 3m với lưới ở giải đấu tại Nga vào năm 2012

Holtwick bắt đầu thi đấu Bóng chuyền trong nhà cấp trường vào năm 1995. Năm 1988, cô lần đầu tiên tham gia thi đấu bóng chuyền bãi biển.
Từ tháng 5 năm 2003 đến tháng 9 năm 2004, cô kết hợp với Maria Kleefisch. Cả hai giành được ngôi vị á quân World Cup U21.
Năm 2005, cô thi đấu trong thời gian ngắn với Frederike Fischer, trước khi gặp và kết hợp với đồng đội hiện tại của cô là Ilka Semmler. Cùng năm đó, Holtwick và Semmler dành ngôi á quân giải vô địch U23 châu Âu ở St. Pölten. Sau đó, họ tiếp nối thành công với nhiều lần lên bục nhận giải tại hệ thống các giải bóng chuyền bãi biển nước Đức (Smart Beach Tour), vô địch giải đấu ở Leipzig và đứng thứ tư ở giải vô địch quốc gia ở Timmendorfer Strand.
Năm 2007, với sự giúp đỡ của hai huấn luyện viên kỹ thuật Andreas Kunkler và Elmar Harbrecht, cùng với huấn luyện viên điền kinh Erik Helm, Holtwick và Semmler gặt hái được nhiều điểm số quan trọng ở hệ thống bóng chuyền bãi biển châu Âu (European Tour), giành hai chiến thắng ở các giải đấu tại Moskva và Luzern và chiếm lấy vị trí số một trên bảng xếp hạng châu Âu. Tại cúp quốc gia, Holtwick thi đấu cùng Geeske Banck vì chấn thương của Semmler, cặp đôi này kết thúc ở vị trí thứ năm.
Năm 2008 đánh dấu những huy chương đầu tiên của Holtwick ở hệ thống các giải bóng chuyền bãi biển thế giới (FIVB World Tour), với chiếc huy chương đồng tại Klagenfurt, Áo và chiếc huy chương bạc tại Mysłowice, Ba Lan. Cùng trong năm này, Holtwick và Semmler được Liên đoàn Bóng chuyền Đức (DVV) vinh danh là thành viên đội tuyển quốc gia.
Năm 2009, Holtwick và Semmler dành ngôi vô địch quốc gia lần đầu tiên trong sự nghiệp.
Năm 2010, Holtwick chơi khá thành công với vị trí á quân châu Âu và đứng thứ ba tại cúp quốc gia.

### Mùa giải 2012

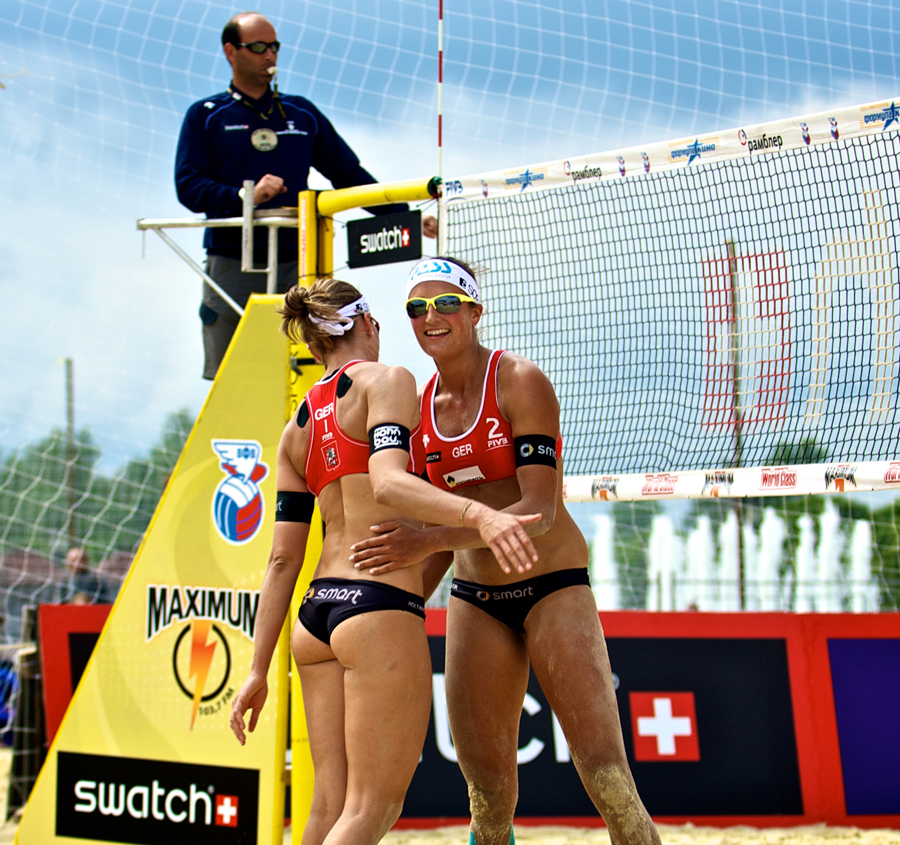
Katrin Holtwick và Ilka Semmler ăn mừng trên sân đấu ở Moskva, năm 2012.

Tại Olympic 2012, Holtwick và Semmler được xếp ở bảng A, dành hai chiến thắng trước các cặp đôi đến từ Cộng hòa Czech và Mauritius, nhưng thua cách biệt trước cặp đôi hạt giống số một người Brazil Larissa Franca / Juliana Silva, trong một trận đấu mà camera truyền hình thường xuyên bắt được hình ảnh Holtwick đưa ra những tín hiệu chắn bóng lỗi, đặc biệt là trong hiệp hai. Dù vậy, cả hai vẫn lọt vào vòng 16 đội nhưng để thua cặp đồng hương Laura Ludwig / Sara Goller, qua đó dành vị trí thứ chín, một kết quả không như mong đợi.
Tuy nhiên năm 2012 vẫn là một năm thành công cho Holtwick, khi cô dành chiếc huy chương vàng đầu tiên ở hệ thống FIVB World Tour tại Åland, đồng thời lần thứ hai lên ngôi tại giải vô địch quốc gia.

### Mùa năm 2013
Trong giải đấu đầu tiên của năm 2013, Holtwick và Semmler kết thúc ở vị trí thứ năm tại Antalya, Thổ Nhĩ Kì. Ở cúp thế giới (FIVB World Cup) ở Brazil, cặp đôi này kết thúc ở vị trí thứ ba. Beim Beach World Cup Final in Brasilien erreichten sie den dritten Platz.
Giải đấu lớn nhất của mùa giải là Giải vô dịch Bóng chuyền bãi biển Thế giới tại Stare Jablonski, Ba Lan, Holtwick và Semmler nhẹ nhàng vượt qua vòng bảng ở vị trí thứ nhất, nhưng để thua ngay tại vòng đấu loại đầu tiên trước cặp đôi Hà Lan đang sa sút là Sanne Keizer / Marleen Van Iersel.
Tại giải vô địch châu Âu, Holtwick và Semmler kết thúc ở vị trí thứ tư. Vài tháng sau, họ kết thúc mùa giải với ngôi vị á quân nước Đức.

### Mùa giải 2014
Tháng bảy năm 2014, Holtwick và Semmler lần đầu tiên vô địch một giải Grand Slam trong hệ thống FIVB World Tour với chức vô địch ở Gstaad, Thụy Sĩ. Ngoài ra, họ còn dành thêm một huy chương đồng Grand Slam khác với giải đấu tại Stare Jablonski.
Sau một lịch sử sôi động trong World Tour 2014 Holtwick / Semmler thắng trong tháng Bảy ở Gstaad cho lần đầu tiên một giải Grand Slam. Khi Grand Slam trong Stare Jablonkihọ thứ ba. Trong Đức Cup, họ cũng chiếm vị trí thứ ba.

### Mùa giải 2015
Tại Giải vô dịch Bóng chuyền bãi biển Thế giới tổ chức ở Hà Lan, Holtwick và Semmler thi đấu tốt, dành những chiến thắng thuyết phục, nhưng thi đấu bạc nhược và mắc nhiều lỗi ở trận bán kết và tranh giải ba, qua đó xếp hạng tư chung cuộc. Bản thân Holtwick cũng bị chấn thương vùng bẹn trong tranh giải ba với cặp Maria Antonelli / Juliana Silva.
Ở mùa giải FIVB World Tour, thành tích cao nhất của Holtwick và Semmler là vị trí thứ 4 tại Hạ Môn, Trung Quốc. Kịch bản phong độ của cặp đôi ở giải đấu này cũng y hệt như tại giải thế giới, khi thua chóng vánh ở những trận đấu quyết định.
Tháng 9, Holtwick và Semmler đứng thứ ba tại giải vô địch Đức. Họ sẽ tiếp tục cạnh tranh với các cặp vận động viên khác để dành vé tham dự Thế vận hội Mùa hè 2016 ở Rio de Janeiro, Brazil.

## Đời tư
Holtwick hiện sống ở Berlin và đang theo học ngành nghiên cứu phục hồi chức năng. Cô kết hôn với huấn luyện viên kĩ thuật Elmar Harbrecht của mình vào năm 2011.
Cô cùng Ilka Semmler đã tham gia chụp ảnh khỏa thân cho tạp chí Fit for Fun, dựa theo cảm hứng từ các tác phẩm của nhiếp ảnh gia người Áo Andreas Bietsnich với khung cảnh sân đấu bóng chuyền bãi biển. Dựa vào bộ ảnh này, cả hai vận động viên đều được mời tham gia chương trình nổi tiếng của Đức là TV Total. Seit 2011 ist sie mit dem Trainer Elmar Harbrecht verheiratet. Họ còn tham gia TV Total một lần nữa vào năm 2015.

Katrin Holtwick ra tín hiệu chắn bóng dọc dây cho đồng đội trong một trận đấu ở Berlin năm 2013 với logo của hãng Smart được in trên quần thi đấu

Katrin Holtwick, cũng như nhiều vận động viên bóng chuyền bãi biển khác tại Đức, là đại diện của hãng xe điện Smart. Điều này được thể hiện khi logo của hãng này xuất hiện ở mặt sau quần thi đấu của cô.
Katrin Holtwick cao 176 cm và nặng 63 kg với thân hình khá gầy, những chỉ số khá hạn chế với bộ môn bóng chuyền bãi biển. Tuy nhiên, cô lại có vòng ba rất lớn và bắp chân khỏe, khiến khả năng bật cao của Holtwick không hề thua kém so với những đồng nghiệp khác.
Katrin Holtwick nổi tiếng với lối thi đấu phòng ngự chặt chẽ, an toàn cùng phong thái rất vô tư, nhận được nhiều sự yêu mến của người hâm mộ. So về thành tích, ở Đức chỉ có kì phùng địch thủ Laura Ludwig là người có nhiều danh hiệu cũng như kinh nghiệm hơn Holtwick.

## Lối chơi
Holtwick khá nhỏ con với chuẩn một vận động viên bóng chuyền, nhưng nhờ phần mông và đùi chắc chắn nên khả năng bật nhảy của cô là rất đáng nể. Nhiệm vụ chính của Holtwick là phòng thủ và kiến tạo. Về mặt tấn công, cô thường tung ra những cú đánh từ xa lưới hoặc bỏ nhỏ sát lưới hiểm hóc. Ngoài ra, Holtwick và kì phùng địch thủ Laura Ludwig còn có khả năng bắt bước một cực tốt, thậm chí bắt bước một để bóng bay về những góc hiểm của phần sân đối phương.

## Liên kết
- Website des Duos Holtwick/Semmler
- Platzierungen von Katrin Holtwick
- Biografie beim FIVB